# Knittlingen
Knittlingen település Németországban, azon belül Baden-Württembergben. Lakosainak száma 8208 fő (2023. december 31.).

## Népesség
A település népessége az elmúlt években az alábbi módon változott:
| Lakosok száma | 5348 | 6067 | 6145 | 6290 | 6149 | 7063 | 7485 | 7658 | 8003 | 8208 |
|               | 1961 | 1967 | 1974 | 1980 | 1987 | 1993 | 2000 | 2006 | 2013 | 2023 |